# Герб Гагаузии
Герб Гагаузии (гаг. Gagauz Yerin gerbi, рум. Stema Găgăuziei) —один из официальных символов АТО Гагаузии в составе Республики Молдавия.

## Описание
Герб представляет собой изображение геральдического щита, в нижней части золотое полушарие возрастающего солнца на рассвете, на синем фоне. Щит обвит жёлтыми (золотыми) колосьями, обвитыми флагом Гагаузии. Под щитом обычное изображение листьев виноградной лозы и связок виноградной лозы — символы того, чем живёт республика. Три пятиконечных (золотые) жёлтого цвета звёзды устроены в форме равностороннего треугольника чуть выше щита. Утверждён 28 июня 1996 года.
Автор изображения герба Гагаузии — художник Федор Дулогло.

## Порядок использования
Согласно Положению о гербе Гагаузии, герб Гагаузии размещается наряду с государственным гербом Республики Молдова :
- на зданиях резиденции Главы Гагаузии, Народного Собрания Гагаузии, Исполнительного Комитета Гагаузии; на зданиях трибунала Гагаузии и народных судов долаев (районов) органов местного публичного управления Гагаузии;
- на боевых знаменах правоохранительных органов и воинских частей, дислоцированных на территории АТО Гагаузии;
- на официальных изданиях Главы Гагаузии, Народного Собрания Гагаузии, Исполнительного Комитета Гагаузии;
- в служебных кабинетах Главы Гагаузии, Председателя Народного Собрания Гагаузии, представителей Главы Гагаузии и примаров сел, городов Гагаузии; в залах, где проводятся заседания Народного Собрания Гагаузии и Исполкома Гагаузии; сессии советников местных органов публичной власти; в залах, где проходят судебные заседания Трибунала Гагаузии и народных судов долаев автономии, а также в помещениях, где производится торжественная регистрация браков и новорожденных;[3]

## История
В 1990 году вариант герба с изображением волка был разработан Петром Фазлы и принят 19 августа 1990 года ("с частичными доработками") на съезде депутатов всех уровней, где была провозглашена Гагаузская республика.